# A Mindentudás Egyeteme előadóinak listája
Ebben a listában a Mindentudás Egyeteme első tíz szemeszterén 2002. szeptember 16. és 2007. május 21. között elhangzott 163 előadás szerepel (az öt megosztott előadást külön számítva 167), az előadók nevének ábécésorrendjében. Az előadás-sorozatból 166 előadást 161 előadó tartott, egy pedig középiskolások részvételével és egy filmbejátszással a Mindentudás Egyeteméről szóló összeállítás volt. Ezt követően 2008 tavaszán folytatódott a program új típusú előadásokkal, a „Mesterkurzus” keretében.
| Ábécé szerinti tartalomjegyzék                                                                           |
| --- |
| A, Á B C Cs D Dz Dzs E, É F G Gy H I, Í J K L Ly M N Ny O, Ó Ö, Ő P Q R S Sz T Ty U, Ú Ü, Ű V W X Y Z Zs |

## A, Á
| Ádám Veronika        | természettudományok | Mindennapi kenyerünk, mindennapi kalóriánk  | 2004. április 26.  |  |
| Agócs Zoltán         | műszaki tudományok  | Híd – mérnöki szerkezet vagy szobor?        | 2004. május 19.    |  |
| Almár Iván           | természettudományok | Élet az Univerzumban: szabály vagy kivétel? | 2002. november 4.  |  |
| Andrásfalvy Bertalan | bölcsésztudományok  | Tárgyi kultúra és hagyomány                 | 2002. december 23. |  |

## B
| Balázs Ervin           | agrártudományok      | Genetikailag módosított szervezetek – tények, remények, fikció?                      | 2006. április 3.     |  |
| Bán Zsófia             | bölcsésztudományok   | Van-e az irodalomnak neme?                                                           | 2004. április 19.    |  |
| Barabási Albert‑László | természettudományok  | Behálózva – A hálózatok csodálatos világa a sejtektől a világhálóig                  | 2005. október 10.    |  |
| Bartholy Judit         | természettudományok  | Az éghajlat változása – bizonyosságok és bizonytalanságok                            | 2004. szeptember 13. |  |
| Békesi László          | társadalomtudományok | Mit várhatunk egy modern államtól – és ez mibe kerül nekünk?                         | 2006. szeptember 18. |  |
| † Bence György         | társadalomtudományok | A politikum sajátossága                                                              | 2005. május 30.      |  |
| Bencze Gyula           | természettudományok  | Kell-e félnünk a nukleáris energiától?                                               | 2003. január 27.     |  |
| Berend T. Iván         | társadalomtudományok | A globalizáció és hatása a centrum-periféria kapcsolatokra Európában                 | 2004. szeptember 6.  |  |
| Besznyák István        | orvostudományok      | Az emlődaganatok diagnózisa és kezelése                                              | 2004. május 17.      |  |
| Bihari Mihály          | társadalomtudományok | Alkotmányos rendszerváltás                                                           | 2005. április 25.    |  |
| Bodó Balázs            | természettudományok  | Hatalmas hálózatok – internetes közösségek, társas hálózatok (Pléh Csabával közösen) | 2007. május 21.      |  |
| Bókay Antal            | bölcsésztudományok   | Énszerkezet, önteremtés – József Attila üzenete                                      | 2005. április 11.    |  |
| Bor Zsolt              | természettudományok  | A mindentudó fénysugár: a lézer                                                      | 2003. február 10.    |  |
| Borhidi Attila         | természettudományok  | A növények társadalma                                                                | 2002. december 2.    |  |
| Borsos Antal           | orvostudományok      | A nemek kialakulásának zavarai az emberben                                           | 2004. április 5.     |  |

## C
| Cerf, Vint        | műszaki tudományok | Az internet szabadsága    | 2007. április 2. |  |
| Czvikovszky Tibor | műszaki tudományok | Lehet-e „zöld” a műanyag? | 2005. október 3. |  |

## Cs
| Csányi Vilmos  | természettudományok | Az emberi természet biológiai gyökerei                            | 2003. december 8.    |  |
| Csépe Valéria  | bölcsésztudományok  | Miért csak az ember olvas? (az időt Wendelin Wernerrel megosztva) | 2007. április 23.    |  |
| Csermely Péter | természettudományok | Hálózatok sejtjeinkben és körülöttünk                             | 2005. szeptember 12. |  |
| Csiba László   | orvostudományok     | Van esélyünk az agyvérzéssel szemben?                             | 2007. március 5.     |  |

## D
| Damjanovich Sándor | orvostudományok     | Lehet-e a molekulákra csomót kötni? – A biofizika eszköztárának szerepe a jövő orvostudományában | 2004. szeptember 27. |  |
| Detrekői Ákos      | természettudományok | A gömbtől a geoidig – A Föld és az űrkutatás                                                     | 2004. június 14.     |  |
| Dudits Dénes       | természettudományok | A növények szexuális életének molekuláris titkai                                                 | 2004. március 17.    |  |

## E, É
| Erdei Anna      | orvostudományok    | Hogyan véd és mikor árt immunrendszerünk?                  | 2003. április 28.   |  |
| Erdő Péter      | hittudomány        | Húsvét: a Feltámadás ünnepe (Schweitzer Józseffel közösen) | 2003. április 14.   |  |
| Esterházy Péter | bölcsésztudományok | A szavak csodálatos életéből                               | 2003. szeptember 8. |  |

## F
| Faigel Gyula      | természettudományok  | Mire jó a röntgenvonalzó? – Az atomi szerkezet meghatározása röntgensugárzással | 2005. február 7.   |  |
| Falus András      | természettudományok  | Génjeink: sors vagy valószínűség? – „Az őssejtig vagyok minden ős”              | 2003. június 10.   |  |
| Faragó Sándor     | természettudományok  | Miért vadászunk?                                                                | 2006. november 20. |  |
| Ferge Zsuzsa      | társadalomtudományok | A társadalom, amelyben élünk                                                    | 2002. december 9.  |  |
| Fésüs László      | orvostudományok      | A természetes sejthalál titkai                                                  | 2003. október 6.   |  |
| Fodor Zoltán      | természettudományok  | A világ keletkezése és az elemi részek fizikája                                 | 2005. március 21.  |  |
| Forray R. Katalin | társadalomtudományok | Együtt vagy külön? Cigányok, romák, magyarok és az iskola                       | 2005. november 21. |  |
| Freund Tamás      | természettudományok  | Hullámtörés – a marihuána hatása az agyhullámokra és a memóriára                | 2004. november 22. |  |
| Furka Árpád       | orvostudományok      | Forradalom a gyógyszerkutatásban                                                | 2003. május 26.    |  |

## G
| Gáncs Péter     | hittudomány         | A karácsonyi evangélium háromféle „kameraállásból” (Szabó Istvánnal közösen) | 2003. december 22. |  |
| Gángó Gábor     | bölcsésztudományok  | Mi a nemzet? – A népek életéről és haláláról                                 | 2003. március 17.  |  |
| Görömbei András | bölcsésztudományok  | A magyar népi irodalom                                                       | 2005. február 24.  |  |
| Gráf László     | természettudományok | Fehérjeszobrászat – Az alkotás öröme és haszna                               | 2005. november 28. |  |
| Gulyás Balázs   | orvostudományok     | Tudatboncolás PET-tel                                                        | 2006. november 13. |  |

## Gy
| Gyarmati György | bölcsésztudományok  | Kényszerpályás rendszerváltások Magyarországon, 1945–1949                     | 2005. október 17. |  |
| Györfi László   | természettudományok | Az információtechnológia természettörvényei, avagy meddig véletlen a véletlen | 2004. december 6. |  |
| Gyulai József   | természettudományok | Az emberiség útja a nanovilág felé                                            | 2003. november 3. |  |

## H
| Hámori József  | természettudományok | Mit tud az emberi agy?                                             | 2002. október 28.  |  |
| Havass Miklós  | műszaki tudományok  | A számítógéptől az információs társadalomig                        | 2003. november 24. |  |
| Heller Ágnes   | bölcsésztudományok  | Mi a modernitás?                                                   | 2004. február 2.   |  |
| Heszky László  | természettudományok | Transzgénikus növények – az emberiség diadala vagy félelme?        | 2006. október 30.  |  |
| Horn Péter     | agrártudományok     | Agrárgazdaság – EU-kitekintéssel                                   | 2003. február 24.  |  |
| Horváth Attila | orvostudományok     | Lopakodó járvány – A nemi érintkezéssel terjedő fertőző betegségek | 2005. május 9.     |  |
| Horváth Iván   | bölcsésztudományok  | Balassi Bálint és a számítógépes irodalomkutatás                   | 2004. május 10.    |  |
| Horváth Zalán  | természettudományok | Mikrokozmosz – világunk építőköveinek kutatása                     | 2003. október 20.  |  |
| Hunyady György | bölcsésztudományok  | A nemzetek jelleme és a nemzeti sztereotípiák                      | 2004. március 22.  |  |

## I, Í
| Iván László | orvostudományok | Öregedés: Örök Ifjúság? | 2004. május 3. |  |

## J
| Jaksity György  | társadalomtudományok | A pénz nyugtalan természete                     | 2003. szeptember 29. |  |
| Janka Zoltán    | orvostudományok      | Agybaj-biológia – a kedélyvesztéstől a tébolyig | 2006. december 4.    |  |
| Járay Jenő      | orvostudományok      | Az orvostudomány csodája: a szervátültetés      | 2007. április 16.    |  |
| Jéki László     | természettudományok  | Sugárözönben élünk                              | 2002. november 18.   |  |
| Jermendy György | orvostudományok      | Miért baj a cukorbaj?                           | 2006. május 22.      |  |

## K
| Kállai Gábor       | társadalomtudományok | Hol végződik a sakktábla?                                                   | 2007. március 12.    |  |
| Kálmán Erika       | természettudományok  | A delhi vasoszloptól a molekuláris építészetig – Új perspektívák a kémiában | 2004. november 15.   |  |
| Kampis György      | természettudományok  | Újra győz az evolúcióelmélet?                                               | 2006. május 8.       |  |
| Karádi István      | orvostudományok      | Infarktus és koleszterin                                                    | 2005. május 2.       |  |
| Katona Gyula       | természettudományok  | Hogyan lett „magyar matematika” a kombinatorika?                            | 2006. május 15.      |  |
| Király Béla        | bölcsésztudományok   | 1956 – a szabadságharc katonapolitikája                                     | 2004. október 25.    |  |
| Klaniczay Gábor    | bölcsésztudományok   | Boszorkányok, bűnbakok: hogyan működik a vádaskodás logikája?               | 2006. április 10.    |  |
| Klement Zoltán     | természettudományok  | Önvédelem a növényvilágban                                                  | 2003. március 31.    |  |
| Kolláth Zoltán     | természettudományok  | A csillagbelső hangjai – a modern szférák zenéje                            | 2005. január 31.     |  |
| Kolosi Tamás       | társadalomtudományok | A társadalmi mobilitás forrásai                                             | 2007. február 19.    |  |
| Kondor Imre        | társadalomtudományok | Bank és kockázat                                                            | 2004. május 24.      |  |
| Kornai János       | társadalomtudományok | Közép-Kelet-Európa nagy átalakulása – Sikerek és csalódások                 | 2005. december 5.    |  |
| Kósa Éva           | bölcsésztudományok   | A média szerepe a gyerekek fejlődésében                                     | 2004. november 8.    |  |
| Kosztolányi György | orvostudományok      | Mit ígér és mit tud már ma is a genetika?                                   | 2006. március 27.    |  |
| Kovács Ferenc      | műszaki tudományok   | Meddig és mit bányásszunk?                                                  | 2003. szeptember 24. |  |
| Kovács Ilona       | bölcsésztudományok   | Mennyi ész kell a látáshoz?                                                 | 2006. október 9.     |  |
| Kroó Norbert       | természettudományok  | Hol vannak a fizikai tudás határai?                                         | 2002. október 21.    |  |
| Kun Miklós         | bölcsésztudományok   | Kelet-Európa az 1950-es években: reformok és visszarendeződés               | 2006. október 16.    |  |

## L
| Laczkovich Miklós | természettudományok  | Mi a matematika? – A matematikai igazságról                       | 2006. november 6.  |  |
| Lámfalussy Sándor | társadalomtudományok | Az euró – Politikai kezdeményezés vagy gazdasági szükségszerűség? | 2004. március 29.  |  |
| Láng István       | természettudományok  | Környezetvédelem – fenntartható fejlődés                          | 2002. november 11. |  |
| Lovász László     | természettudományok  | Mit kívánnak a számítógépek a matematikától, és mit adnak neki?   | 2003. június 30.   |  |
| Lukacs, John      | bölcsésztudományok   | Állam, nemzet, nép                                                | 2005. október 24.  |  |

## M
| Makovecz Imre | műszaki tudományok  | A szerves gondolkodásról, a szerves építészetről                       | 2005. február 21.    |  |
| Máray Tamás   | műszaki tudományok  | Hálózatok hálózata: az internet                                        | 2003. december 1.    |  |
| Marosi Ernő   | bölcsésztudományok  | Művészettörténet – az emlékezés tudománya?                             | 2002. október 14.    |  |
| Maróth Miklós | bölcsésztudományok  | Az arabok mint a görög tudományok örökösei                             | 2004. december 13.   |  |
| Meskó Attila  | természettudományok | A földi élet fenntarthatóságának kérdései                              | 2004. szeptember 20. |  |
| Mészáros Ernő | természettudományok | A lakható bolygó                                                       | 2003. május 19.      |  |
| Mézes Lili    | természettudományok | Hogyan termelhető állati hulladékból biogáz? (Meskó Attilával közösen) | 2007. március 19.    |  |
| Mihály György | természettudományok | Mire jó a kvantumfizika?                                               | 2003. május 21.      |  |

## N
| Nádasdy Ádám  | bölcsésztudományok  | Miért változik a nyelv?                 | 2003. november 17.   |  |
| Nagy Károly   | természettudományok | Einstein hatása a 20. század fizikájára | 2005. szeptember 19. |  |
| Nékám Kristóf | orvostudományok     | Meddig leszünk még allergiásak?         | 2006. április 10.    |  |

## Ny
| Nyíri Kristóf | bölcsésztudományok | Enciklopédikus tudás a 21. században | 2003. december 15. |  |

## O, Ó
| Ormos Mária | bölcsésztudományok  | Van-e történelem?    | 2003. március 10. |  |
| Ormos Pál   | természettudományok | A fény a biológiában | 2003. március 24. |  |

## P
| Palánkai Tibor   | társadalomtudományok | Európai integráció                                                                        | 2003. március 3.     |  |
| Palkovics László | műszaki tudományok   | Intelligens járművek                                                                      | 2005. február 28.    |  |
| Palló Gábor      | természettudományok  | A magyar tudós-zsenik                                                                     | 2003. szeptember 15. |  |
| Pap László       | műszaki tudományok   | A technika új csodája: a globális helymeghatározás                                        | 2003. június 23.     |  |
| Papp Zoltán      | orvostudományok      | Élet a megszületés előtt: a magzat mint páciens                                           | 2003. április 7.     |  |
| Patkós András    | természettudományok  | A Mindenség mérése                                                                        | 2003. október 27.    |  |
| Petrovay Kristóf | természettudományok  | A Nap kapujában                                                                           | 2006. szeptember 25. |  |
| Pléh Csaba       | bölcsésztudományok   | Nyelvében gondolkodik-e az ember?                                                         | 2002. szeptember 23. |  |
| Pongor Sándor    | természettudományok  | Az adathalmoktól a rendezett információs hálózatokig – Bioinformatika és rendszerbiológia | 2005. november 7.    |  |
| Pucsok József    | orvostudományok      | Teljesítményfokozás, dopping és sport                                                     | 2004. október 4.     |  |

## R
| Radnóti Sándor   | bölcsésztudományok   | Jó ízlés, rossz ízlés                                                                                        | 2003. április 22.  |  |
| Rajnavölgyi Éva  | orvostudományok      | Hogyan védenek az immunrendszer őrszemei?                                                                    | 2007. május 7.     |  |
| Raskó István     | természettudományok  | Genetikai időutazás – Az emberi populációk eredetének nyomában                                               | 2004. március 8.   |  |
| Rechnitzer János | társadalomtudományok | Miért élnek jobban az emberek a Dunántúlon, mint az Alföldön? – Regionális különbségek és kezelési technikák | 2005. november 23. |  |
| Rényi András     | bölcsésztudományok   | Eredeti vagy hamis? – A műértés tudományos alapjairól                                                        | 2006. február 20.  |  |
| Romsics Ignác    | bölcsésztudományok   | A történetíró dilemmája: megismerjük vagy csináljuk-e a történelmet?                                         | 2002. október 7.   |  |
| Róna‑Tas András  | bölcsésztudományok   | Nép és nyelv – A magyarság kialakulása                                                                       | 2004. március 1.   |  |
| Rónyai Lajos     | természettudományok  | Elliptikus görbék – a geometriától a titkos kommunikációig                                                   | 2005. december 12. |  |
| Roska Tamás      | műszaki tudományok   | Info-bionika és érzékelő számítógépek                                                                        | 2004. június 7.    |  |

## S
| Sajó András         | társadalomtudományok | Miért büntetünk? – Értelem, érzelem és észszerűtlenség a társadalom szabályozásában | 2003. október 13.  |  |
| Schaff Zsuzsa       | orvostudományok      | A vírusok és a rák                                                                  | 2005. november 7.  |  |
| Schweitzer József   | hittudomány          | Húsvét: A Szabadság ünnepe (Erdő Péterrel közösen)                                  | 2003. április 14.  |  |
| Sohár Pál           | természettudományok  | Kulcs a molekulaszerkezethez: mágneses magrezonancia- (NMR-) spektroszkópia         | 2007. május 14.    |  |
| Sólyom Jenő         | természettudományok  | Az alacsony hőmérsékletek titkai                                                    | 2003. június 2.    |  |
| Sólyom László       | társadalomtudományok | Az alkotmány őrei                                                                   | 2005. május 23.    |  |
| Somfai László       | művészetek           | Egy mestermű rejtett üzenete                                                        | 2006. december 11. |  |
| Somlyódy László     | természettudományok  | Az értől az óceánig – A víz: a jövő kihívása                                        | 2003. február 3.   |  |
| Sótonyi Péter Tamás | agrártudományok      | Az állatok mozgásának elemzése – A csirke kikelésétől a Spanyol Lovasiskoláig       | 2005. április 4.   |  |
| Spiró György        | bölcsésztudományok   | Hogyan győznek a provinciák? – A Fogság című regény történelmi hátteréről           | 2006. március 20.  |  |

## Sz
| Szabad János          | természettudományok  | Anyai öröklődés, anyai hatás                                                             | 2003. november 10.   |  |
| Szabó Csaba           | orvostudományok      | Kamikázemolekulák – A szabad gyökök befolyásolása a C-vitamintól a Viagráig              | 2005. szeptember 26. |  |
| Szabó Gábor           | természettudományok  | Milyen messzire esett Newton almája? – A fizikai gondolkodásmód és a természettudományok | 2005. január 24.     |  |
| Szabó István          | hittudomány          | A teremtéstől ádventig (Gáncs Péterrel közösen)                                          | 2003. december 22.   |  |
| Szabó Miklós          | társadalomtudományok | Légiuralom-elmélet – légi fegyverkezés – a Magyar Királyi Légierő az 1930-as években     | 2006. október 2.     |  |
| Szabó Miklós          | bölcsésztudományok   | Egy népvándorlás anatómiája – A történettudomány és a régészet szembesítése              | 2004. november 29.   |  |
| Szántay Csaba         | természettudományok  | Gyógyszereink és a szimmetria                                                            | 2004. október 18.    |  |
| Száz János            | társadalomtudományok | Talált pénz – Opciók a mindennapokban és a pénzügyi piacokon                             | 2005. február 14.    |  |
| Szegedy‑Maszák Mihály | bölcsésztudományok   | Nemzeti irodalom és világirodalom a 21. században                                        | 2004. február 23.    |  |
| Szegő Károly          | természettudományok  | Környezetünk: a Naprendszer                                                              | 2002. november 25.   |  |
| Szilágyi N. Sándor    | bölcsésztudományok   | A jelentésvilág szerkezete                                                               | 2004. november 18.   |  |

## T
| Tamás Gábor      | orvostudományok      | Akciók és szankciók az agykéregben        | 2007. március 26.    |  |
| Tombor Antal     | műszaki tudományok   | Mi van a konnektor mögött?                | 2006. március 6.     |  |
| Tompa Anna       | orvostudományok      | Egészségtudat és tudatos egészség         | 2003. szeptember 22. |  |
| Tóth József      | társadalomtudományok | Kell nekünk régió?                        | 2003. október 29.    |  |
| Tringer László   | bölcsésztudományok   | A depresszió: kor-kór?                    | 2003. május 12.      |  |
| Tulassay Tivadar | orvostudományok      | Megelőzhetők-e a civilizációs betegségek? | 2003. június 16.     |  |

## V
| Varga János         | agrártudományok      | Madárinfluenza: járvány vagy hisztéria?                                                          | 2006. február 27.    |  |
| Varga Zoltán        | természettudományok  | Populációk és gének vándorúton                                                                   | 2004. február 16.    |  |
| Vásáry Tamás        | művészetek           | Liszt Ferenc – a médium és a média                                                               | 2005. december 19.   |  |
| Vékás Lajos         | társadalomtudományok | Mennyiben szuverén egy EU-tagállam jogalkotása? – Magánjogi kodifikáció az EU küszöbén           | 2003. február 17.    |  |
| Venetianer Pál      | természettudományok  | Megismerhetők és megváltoztathatók-e a génjeink?                                                 | 2002. szeptember 30. |  |
| Vicsek Tamás        | természettudományok  | Rend és rendezetlen                                                                              | 2002. december 16.   |  |
| Vidor Ferenc        | műszaki tudományok   | A városok világa                                                                                 | 2004. február 9.     |  |
| Vigh László         | természettudományok  | A membrán-tutajoktól a lipidterápiáig: mindennapi stresszeink és betegségeink új megközelítésben | 2006. november 27.   |  |
| Vissy Károly        | természettudományok  | Az időjárás előrejelzése: jóslás vagy tudomány?                                                  | 2003. május 5.       |  |
| Vizi E. Szilveszter | orvostudományok      | Egy életem, egy halálom?                                                                         | 2002. szeptember 16. |  |
| Vonderviszt Ferenc  | természettudományok  | A négymilliárd éves nanotechnológia                                                              | 2004. október 11.    |  |

## W
| Werner, Wendelin | természettudományok | Véletlen rendszerek (az időt Csépe Valériával megosztva) | 2007. április 23. |  |

## Z
| Závodszky Péter | természettudományok | Fehérjék – a szerkezettől a funkcióig, a fizikától a biológiáig | 2005. április 18. |  |
| Zoletnik Sándor | természettudományok | Magfúzió – energiaforrás a jövőnek                              | 2007. február 26. |  |
| Zrínyi Miklós   | műszaki tudományok  | A 21. század anyagai: az intelligens anyagok                    | 2003. január 20.  |  |

## 150., jubileumi előadás
| Kovács Levente, Helpai Vivien, Gilyén András (középiskolás kutató diákok) |  | Stressz; Tej és tejtermékek; Mobilos iránytű | 2006. december 18. | [ halott link ] |

| Fábri György (Mindentudás Egyeteme tudományos igazgató) |  | a Mindentudás Egyeteméről – 20 év múlva | 2006. december 18. | [ halott link ] |

## Megjegyzés
- Az alábbi öt ember két-két előadást tartott: Kroó Norbert, Meskó Attila, Pléh Csaba, Szabó Gábor és Vizi E. Szilveszter.
- Öt olyan előadás volt (a kiselőadásokat is beleszámítva), ahol két néven nevezett személy is beszélt: Erdő Péter és Schweitzer József, Gáncs Péter és Szabó István, Meskó Attila és Mézes Lili, Wendelin Werner és Csépe Valéria, Pléh Csaba és Bodó Balázs (ebből adódik az előadások számozásában megfigyelhető különbség).
- A rendezvénysorozaton két nem magyar anyanyelvű tudós lépett fel: Vint Cerf és Wendelin Werner.